# Trichosteresis glabra
Trichosteresis glabra är en stekelart som först beskrevs av Karl Henrik Boheman 1832.  Trichosteresis glabra ingår i släktet Trichosteresis och familjen trefåresteklar. Arten är reproducerande i Sverige. Inga underarter finns listade i Catalogue of Life.